# Café Coca Cola
El Café Coca Cola es un café histórico de la ciudad capital de Panamá, y siendo parte del Casco Antiguo, está considerado también como patrimonio cultural de la Humanidad por la UNESCO.

## Historia
Abrió en 1875, siendo el primer café del país y el más antiguo de la capital panameña, y fue inaugurado por un español de segunda generación con el nombre original "Nueve Puertas", que representaba la cantidad de puertas que tenía originalmente el local (actualmente sólo tiene dos).
Tras la separación de Panamá de Colombia en 1903, se inició la construcción del Canal de Panamá por parte de los estadounidenses, y por influencia de ellos en 1906 se construyó una fábrica de Coca-Cola en el nuevo país, junto con Cuba, siendo uno de los primeros países que se producía el refresco fuera de Estados Unidos. La creciente influencia de Coca-Cola, que buscaba saciar la sed de los trabajadores canaleros, motivó a los dueños del restaurante a cambiar de nombre al actual, recibiendo inicialmente el permiso del nombre y logo de la compañía (en ese momento el concepto de derechos de autor no se había establecido).
Sin embargo, en la década de 1950 la compañía cambió radicalmente de parecer y trató de demandar al café en dos ocasiones, pero perdió en ambas. Debido a la situación Coca-Cola prefirió desistir y entablar buenas relaciones con el café, siendo el único en el mundo que puede usar el nombre e imagen del producto a su conveniencia. Un supervisor de Coca-Cola desde Atlanta visita anualmente el local.
El café forma parte del Casco Antiguo y ha sido punto de reunión y tertulia de varias personalidades históricas que fueron sus comensales. Se tiene registrada la visita de Joan Pujol (doble agente apodado Garbo) durante su estancia en Panamá, la de Che Guevara y Fidel Castro en 1953, cuando estaban planeando la Revolución cubana, también de Juan Domingo Perón y su esposa Evita Perón durante su exilio, Pablo Neruda, Julio Iglesias y Gilberto Santa Rosa. También tuvo la visita de los actores Pierce Brosnan durante la filmación de El sastre de Panamá y de Daniel Craig en la filmación de Quantum of Solace.
También tuvo como comensales destacados locales a los boxeadores Roberto Durán e Ismael Laguna y los militares Omar Torrijos y Manuel Antonio Noriega. En 1970, fue el último lugar donde se reportó con vida al dirigente opositor Heliodoro Portugal, antes de ser llevado por las unidades militares y su posterior desaparición; una de las calles adyacentes al café fue renombrada con el del dirigente desaparecido.

## Sobre el café
Tiene una visita diaria de dos mil personas y mantiene un servicio todos los días, pero no durante las 24 horas. Comparado con otros restaurantes del área de Casco Antiguo, es una de las opciones más económicas y mantiene un menú basado en la gastronomía panameña.